# 食鳥処理衛生管理者
食鳥処理衛生管理者（しょくちょうしょりえいせいかんりしゃ）とは食鳥処理衛生管理者資格取得講習会に参加した者。

## 概要
- 食鳥処理場において食鳥処理を行う者。

## 食鳥処理場
- 食鳥処理の事業の規制及び食鳥検査に関する法律により以下のようになっている。

オーバーヘッドコンベア等を設置して連続移動式の食鳥処理を行う場合は、1の処理ラインごとに2（法第15条第4項の規定に基づき内臓摘出後検査を受ける際に同時に脱羽後検査を受ける食鳥処理場にあっては、1）に、1の処理ライン当たりの1分間の食鳥処理の羽数が20（法第15条第4項に該当する食鳥処理場にあっては、35）を超えるごとに1を加えた数以上であるものとする。

## 受講資格
- 学校教育法第47条に規定する者又は厚生労働省令で定めるところによりこれらの者と同等以上の学力があると認められる者で、食鳥処理の業務に3年以上従事し、かつ、厚生労働大臣の指定した講習会の課程を修了した者

なお、以下の者は講習なしで資格取得可能である。
- 獣医師
- 学校教育法に基づく大学、旧大学令に基づく専門学校において獣医学又は畜産学の課程を修めて卒業した者
- 厚生労働大臣の指定した食鳥処理衛生管理者の養成施設において所定の課程を修了した者

## 講習
- 講習会なので日にちはない。講習は社団法人日本食品衛生協会、社団法人日本食鳥協会、全国食鳥肉販売業生活衛生同業組合連合会の共催により約22日間行われる。

### 講習科目
1. 公衆衛生概論
2. 食鳥検査法令
3. 家禽解剖・生理学
4. 家禽疾病学
5. 食鳥肉衛生学
6. 関連法令